# Irina Lenskiy

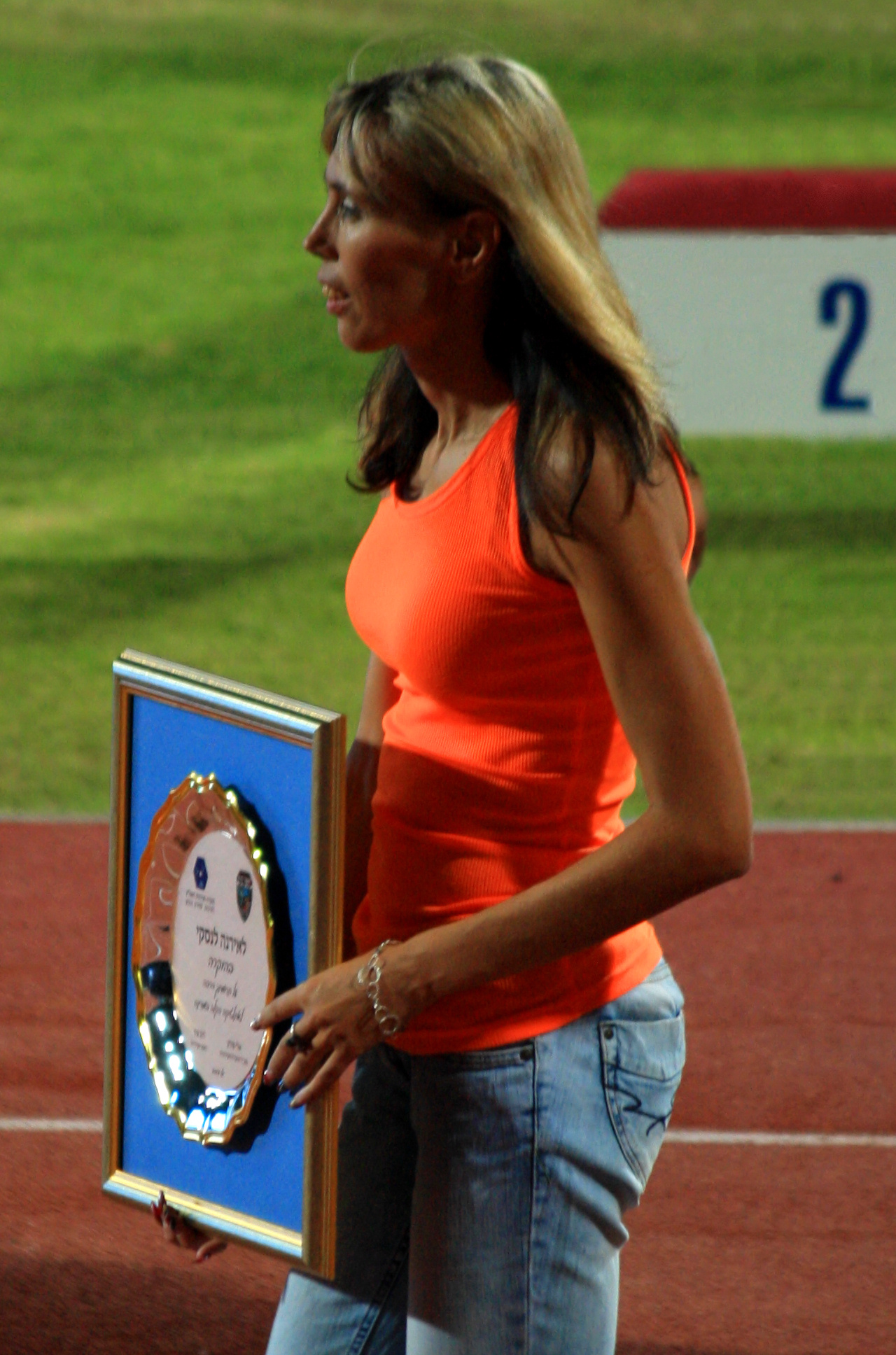
Irina Lenskiy 2013

Irina Lenskiy (* 12. Juni 1971) ist eine israelische Leichtathletin, die sich auf die 100 Meter Hürden spezialisiert hat. Sie ist gebürtige Ukrainerin. Lenskiy, geborene Lenskaja, wanderte 1999 nach Israel aus, wo sie den Verein Maccabi Rischon LeZion vertritt.

## Karriere
Zu der Zeit, als sie nach Israel immigrierte, nahm sie auch an den Weltmeisterschaften 1995 und 1997 teil, beide über die 400 Meter Hürden. In den kurzen Distanzen (100 und 60 Meter) nahm sie an den Hallenweltmeisterschaften 2001, den Halleneuropameisterschaften 2002, den Europameisterschaften 2002, den Weltmeisterschaften 2003, den Olympischen Spielen 2004, den Europameisterschaften 2006 und den Weltmeisterschaften 2009 teil. Das Finale konnte sie jedoch nicht erreichen.